# Fulenn
Fulenn ist ein Popsong in bretonischer Sprache, der von Alexis Morvan-Rosius komponiert und von Marine Lavigne getextet wurde. Mit dem Titel hat das Musikprojekt Alvan & Ahez Frankreich beim Eurovision Song Contest 2022 in Turin vertreten.

## Hintergrund
Am 16. Februar 2022 gab France 2 bekannt, dass Alvan & Ahez an der kommenden Ausgabe Eurovision France, c’est vous qui décidez! teilnehmen werden. Am 5. März gewannen die Interpreten mit der Höchstpunktzahl von Jury und Zuschauern die Vorentscheidung.
Das Lied wurde von Alexis Morvan-Rosius (Alvan) komponiert und produziert. Marine Lavigne (Ahez) schrieb den Text. Abmischung und Mastering erfolgten durch Sébastien Le Clainche.
Das Projekt und die Entstehung des Titels seien in einer Bar in Rennes entstanden, wo die Künstler laut eigener Angaben das erste Mal aufeinandertrafen. Morvan-Rosius hatte zuvor kein Bretonisch gesprochen und plante ursprünglich, eine gesampelte Stimme seiner Urgroßmutter für den Titel zu verwenden, laut anderer Aussagen auch jene seiner Großmutter und seiner Mutter. Der Text sei nach der Melodie entstanden und wurde von Lavigne innerhalb von zwei Tagen geschrieben. Es ist die erste Single des Projekts.

## Inhaltliches
Laut Lavigne handele der Titel von der Emanzipation der Frauen und erklärt:

„„Fulenn“ heißt „Funken“, aber auch „schöne Frau“. Es ist die Geschichte von einem Mädchen, das nachts zum Tanzen in den Wald geht. Sie ermutigt damit andere Frauen es ihr gleich zu tun, sich mit ihren Körpern frei zu fühlen und all das zu tun, was sie tun wollen, ohne sich über das Urteil oder die Blicke der anderen Leute – vor allem der Männer – Gedanken zu machen. Das Lied handelt von der Freiheit und der Emanzipation der Frauen.“

Der Text sei von einer bretonischen Legende (vgl. Katel Kollet) inspiriert, die von einer Frau handelt, die tanzen wolle, was ihr aber verboten sei und deshalb in einen Turm eingesperrt wurde. Dennoch schaffe sie es, sich aus ihrem Gefängnis zu befreien und auf ein Fest zu gelangen. Auf diesem tanzt sie unwissentlich mit dem Teufel und stirbt daraufhin. Mit dem Lied habe man die Legende in etwas Positives umwandeln wollen.
Die Musik hat starke Einflüsse aus der Elektronischen Tanzmusik und vermischt Trance mit folkloristischen Elementen.

## Veröffentlichung
Das Lied erschien am 4. Februar 2022 als Single. Am 7. Mai erschien ein Musikvideo, das unter der Leitung von Estelle Tonnet entstand.

## Beim Eurovision Song Contest
Als Teil der sogenannten „Big Five“ war Frankreich bereits für das Finale des Eurovision Song Contest qualifiziert, das am 14. Mai 2022 stattfand.

## Rezeption
Laut Yves Jaeglé vom Parisien sei der Auftritt der Gruppe bei der französischen Vorentscheidung das einzige Highlight des Abends gewesen und räumte Alvan & Ahez „echte Siegchancen“ beim europäischen Finale ein.